# مات ديكر
مات ديكر (بالإنجليزية: Matt den Dekker)‏ (و. 1987  م) هو لاعب كرة قاعدة، من الولايات المتحدة، ولد في فورت لاودردال، فلوريدا، يلعب كلاعب دفاع ‏.

## روابط خارجية
- مات ديكر على موقع دوري كرة القاعدة الرئيسي (الإنجليزية)
- مات ديكر على موقعبيزبول رفرنس.كوم (الدوري الرئيسي) (الإنجليزية)
- مات ديكر على موقعبيزبول رفرنس.كوم (الدوري الثانوي) (الإنجليزية)
- مات ديكر على موقع إي إس بي إن.كوم (أم.أل.بي) (الإنجليزية)
- مات ديكر على موقع مشجعي الرسوم البيانية (الإنجليزية)